# Vecchio frak
Vecchio frak è un brano musicale di Domenico Modugno, pubblicato per la prima volta nel settembre 1955 nel singolo a 78 giri Vecchio frack/E vene 'o sole.

## Il titolo
Pur essendo stato pubblicato nella sua prima incisione con il titolo Vecchio frack, il titolo depositato in SIAE è Vecchio frak, titolo con cui Modugno inciderà nuovamente il brano l'anno successivo; da notare che entrambi i titoli, teoricamente, sono errati, in quanto la grafia corretta del nome del tipico abito formale da uomo citato nel titolo ed indossato dal protagonista del brano è frac. In anni successivi Modugno utilizzò altri titoli, ad esempio L'uomo in frac.

## Il brano
La canzone, diventata una delle più popolari dell'artista pugliese, è molto intensa, con testo e musica composti da Modugno; il testo presenta sia parti cantate che parti fischiettate, mentre la base musicale, suonata alla chitarra dallo stesso cantautore, è caratterizzata dall'accompagnamento che funge anche da parte ritmica, eseguito battendo la mano sulla cassa dello strumento. È la storia, narrata anche attraverso metafore, di un elegante uomo in frac che a mezzanotte passeggia per le vie deserte di una città con aria malinconica e all'alba si è evidentemente suicidato, in quanto l'abito, il cappello ed il fiore che indossava galleggiano da soli nel fiume; chi canta la canzone ignora chi sia quest'uomo e da dove venga.

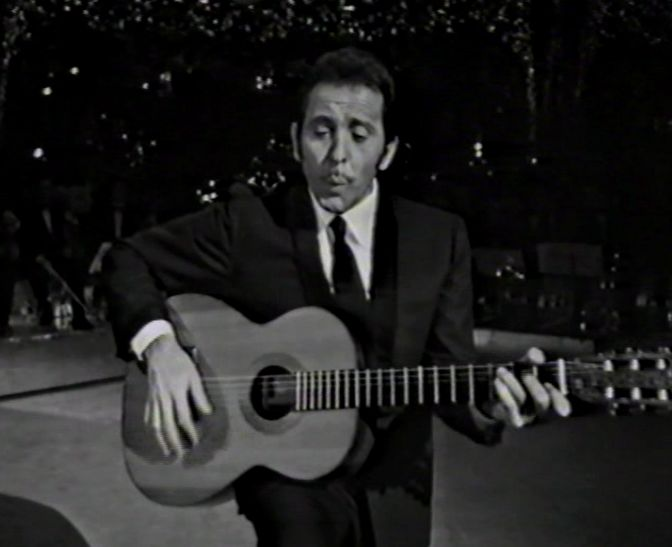
Modugno esegue Vecchio frak cantando, fischiando e percuotendo la cassa della chitarra

Come lo stesso Modugno ha raccontato più volte, questa canzone è ispirata alla vicenda del principe Raimondo Lanza di Trabia (marito dell'attrice Olga Villi), che, all'età di 39 anni, il 30 novembre 1954, era morto cadendo da una finestra dell'Hotel Eden di via Ludovisi a Roma, gesto ritenuto generalmente un suicidio ma mai del tutto chiarito.
Fu la prima delle due canzoni di Modugno con testo in italiano durante il primo periodo RCA (la seconda fu Musetto, incisa pochi mesi dopo).

## Censura
Il cantautore, con questo brano, ebbe i primi problemi con la censura: il verso finale «Ad un attimo d'amore che mai più ritornerà» gli fu fatto trasformare in «Ad un abito da sposa primo ed ultimo suo amor», poiché la commissione di censura ritenne che parole che alludevano a contatti fisici fossero da considerarsi immorali.
Nelle interpretazioni successive Modugno cantò sempre la versione originale. Nei versi, inoltre, veniva detto «solo va un uomo in frac» e «chi mai sarà quell'uomo in frac», che furono poi trasformati dallo stesso Modugno in «solo va un vecchio frac» e «di chi sarà quel vecchio frac» per dissimulare il suicidio, evitando di sottolineare il contrasto tra l'uomo in frac e il frac nel fiume da solo.

## Reincisioni
La canzone fu reincisa in seguito cinque volte da Modugno (sei se si considera una versione inedita pubblicata postuma nell'album Io, Domenico Modugno "Inedito"), ad ogni cambio di casa discografica.

## Cover
La canzone venne reinterpretata con un' ambientazione parigina, dalla cantante francese Barbara, che nel 1955 incise L'homme en habit. Tra le reinterpretazioni sono da ricordare quella incisa da Alberto Rabagliati su 45 giri nel 1960, da Joe Sentieri nello stesso anno su flexi-disc e su 45 giri, dall'amico-nemico Claudio Villa nel 1963 nell'album Claudio Villa canta Modugno, quella realizzata da Enrico Ruggeri, che la incise dapprima dal vivo nel 1984 nell'album Presente e poi, qualche mese dopo, in studio nella compilation Festivalbar 1984. Sempre nel 1984 Luciano Tajoli ne realizza un'apprezzata interpretazione che inserisce nell'album 45 anni con voi Amici miei. Una versione molto particolare viene realizzata nel 1990 dal gruppo napoletano Panoramics. Nel 1994 Milva ne incise una versione nel suo album Café chantant.